# Wałerij Newerow
Wałerij Newerow, ukr. Валерiй Неверов (ur. 21 czerwca 1964 w Charkowie) – ukraiński szachista, arcymistrz od 1991 roku.

## Kariera szachowa
W latach 1983 (wspólnie z Dmytro Komarowem), 1985 i 1988 (wspólnie z Ołeksandrem Morozem i Stanisławem Sawczenko) triumfował w mistrzostwach UFSRR. W 1984 zwyciężył w turnieju młodych mistrzów w Charkowie, natomiast w 1985 podzielił I m. w Poznaniu (wspólnie z Igorem Nowikowem) oraz zdobył we Lwowie srebrny medal młodzieżowych (do lat 26) mistrzostw Związku Radzieckiego (za Eduardasem Rozentalisem). W kolejnych latach odniósł szereg sukcesów indywidualnych, zwyciężając bądź dzieląc I miejsca m.in. w:
- Poznaniu (1986),
- Tbilisi (1989, młodzieżowe mistrzostwa ZSRR),
- Odessie (1989, memoriał Aleksandra Kotowa),
- Woskriesiensku (1990, wspólnie z Igorem Naumkinem),
- Odessie (1990, akademickie mistrzostwa świata – brązowy medal)[3],
- Hawanie (1991, memoriał José Raúla Capablanki),
- Helsinkach (1992, wspólnie z Władimirem Tukmakowem),
- Bukareszcie (1993, memoriał Victora Ciocâltei, wspólnie z Igorem Zajcewem i Władysławem Niewiedniczym),
- Kopenhadze (1994, Politiken Cup, wspólnie z Michaiłem Brodskim),
- Jałcie (1996, wspólnie z Michaiłem Gołubiewem),
- Pardubicach (1999, Komercni Banka, wspólnie m.in. z Rusłanem Szczerbakowem),
- Charkowie (1999/2000),
- Cannes (2002, wspólnie z Mihail Marinem, Rajem Tischbierkiem i Arkadijem Rotsteinem),
- Cappelle-la-Grande (2002, wspólnie m.in. z Thomasem Lutherem, Aloyzasem Kveinysem, Liviu-Dieterem Nisipeanu, Wołodymyrem Bakłanem, Jesusem Nogueirasem i Lukiem Winantsem),
- Pardubicach (2002, Komercni Banka, wspólnie m.in. ze Zbynkiem Hráčkiem, Péterem Ácsem i Dmitrijem Jakowienko),
- Teheranie – dwukrotnie (2004 i 2006, wspólnie m.in. z Jewgienijem Glejzerowem i Ehsanem Ghaemem Maghamim),
- Hastings – trzykrotnie (2005/06; 2006/07, wspólnie z Merabem Gagunaszwili i 2007/08, wspólnie z Wadimem Małachatko i Nidżatem Mamedowem),
- Bejrucie (2010).

W 2002 r. reprezentował barwy Ukrainy na szachowej olimpiadzie. W 2004 r. awansował do rozegranego w Trypolisie pucharowego turnieju o mistrzostwo świata, ale w I rundzie przegrał z Szachrijarem Mammadjarowem i odpadł z dalszej rywalizacji.
Najwyższy ranking w karierze osiągnął 1 października 2002 r., z wynikiem 2601 punktów zajmował wówczas 98. miejsce na światowej liście FIDE, jednocześnie zajmując 4. miejsce wśród ukraińskich szachisów.